# Tom Turk
Tom Turk, slovenski biolog, biokemik, * 18. oktober 1959, Ljubljana

## Življenje in delo
Turk je leta 1984 diplomiral in 1992 doktoriral iz biologije na ljubljanski Biotehniški fakulteti. Strokovno se je izpopolnjeval v Italiji in ZDA. Leta 1999 je bil izvoljen za izrednega, 2004 za rednega profesorja biokemije na BF v Ljubljani. Raziskuje toksine idr. biološko aktivne snovi iz morskih organizmov in način njihovega delovanja. Je avtor knjig Živalski svet Jadranskega morja (1996) in Pod gladino Mediterana (2007) ter soavtor učbenikov Biologija 6 (1998) in Od molekule do celice (2005).
Poročen je z Marino Dermastia. Je častni član NIB.